# Orvlaxfjärden
Orvlaxfjärden är en fjärd i Finland. Den ligger i den södra delen av landet, 110 km väster om huvudstaden Helsingfors.